# Ardisia turbinata
Ardisia turbinata är en viveväxtart som beskrevs av Benjamin Clemens Masterman Stone. Ardisia turbinata ingår i släktet Ardisia och familjen viveväxter. Inga underarter finns listade i Catalogue of Life.